# الخيميائي الفولاذي - الفلم: محتل شامبلا
فلم الخيميائي الفولاذي: احتلال شامبلا (بالإنجليزية: Fullmetal Alchemist the Movie: Conqueror of Shamballa) هو فيلم أنمي تم إنتاجه في اليابان وصدر في سنة 2005. الفيلم من إخراج سيجي ميزشيما.

## بطولة
- رومي باكو
- ريه كغيميا
- ميغومي تويوغتشي
- كينجي أتسمي
- ميتشيكو نيا

## الميزانية والإيرادات
حقق أرباحا تقدر بـ 10.8 مليون دولار .

## وصلات خارجية
- مقالات تستعمل روابط فنية بلا صلة مع ويكي بيانات

1. ↑  "Fullmetal Alchemist: Brotherhood and Fullmetal Alchemist The Movie – Conqueror of Shamballa Streaming/Home Video Rights To Expire—Binge and Buy Before This Classic is Gone for Good!". Funimation official blog. 1 فبراير 2016. مؤرشف من الأصل في 2016-09-25. اطلع عليه بتاريخ 2016-10-25.
2. ↑  Douglass Jr., Todd (14 نوفمبر 2006). "DVD Talk: Fullmetal Alchemist The Movie - The Conqueror of Shamballa Special Edition". DVD Talk. مؤرشف من الأصل في 2017-10-02. اطلع عليه بتاريخ 2009-07-03.
3. ↑  Mullin, Jeremy (6 أكتوبر 2006). "IGN: Fullmetal Alchemist The Movie: Conqueror of Shamballa review (page 1)". آي جي إن. مؤرشف من الأصل في 2012-03-09. اطلع عليه بتاريخ 2009-07-03.